# Sextus Meyer
Deodatus Fredericus Sextus Meyer, född 11 maj 1834 i Frederiksberg, död 2 juli 1921 i Köpenhamn, var en dansk officer och brandinspektör. 
Meyer blev sekondlöjtnant vid 7. bataljonen 1853 och genomgick 1857–1861 Den kongelige militære Højskole. Vid avgången därifrån blev han sekondlöjtnant i Ingeniørkorpset och användes vid byggandet av Dannevirkestillingen samt från 1862 vid Ingeniørdirektionen i Nørrejylland, varigenom han 1864 kom att delta i Fredericias försvar. Åren 1871–1876 tjänstgjorde Meyer, som 1872 avancerade till kapten, vid 1. Ingeniørdirektion, och 1876–1880 vid Ingeniørkorpsets stab, medan han därefter blev stabschef vid korpset, från vilken befattning han 1883 övergick till 2. Ingeniørdirektion som chef. Men redan året därpå övertog han befattningen som brandinspektör i Köpenhamn, lämnade då aktiv tjänst, tills han 1886 erhöll  avsked med överstelöjtnants grad (1895 som överste).
Då Meyer övertog ledningen av Köpenhamns brandväsende, var dess personal och materiel och hela organisation mindre tillfredsställande, vilket visade sig vid Christiansborgs slotts brand den 3 oktober 1884. borgarrepresentationen önskade därför en reform, och efter att Meyer hade studerat brandväsendet i flera nordeuropeiska städer, utarbetade han ett förslag till en nyordning, vilken av magistraten förelades borgarrepresentationen 1887 och slutligen antogs 1889. Köpenhamns brandväsende fick därefter en betydande förstärkning och ordnades tidsenligt, medan genomförandet leddes med framgång av Meyer, så att brandväsendet i huvudstaden kom att inta en framstående plats och vid många tillfällen gjorde en mycket god insats; han erhöll avsked 1909.

## Utmärkelser
- Riddare av Dannebrogorden,  1877[2]
- Dannebrogsmännens hederstecken,  1892[2]
- Kommendör av Dannebrogorden,  1901[2]
- Kommendör av första graden av Dannebrogorden,  1903[2]

[Redigera Wikidata]